# غدوغانلو (درونغر)
غدوغانلو (بالفارسية: گدوگانلو) هي قرية تقع في إيران في قسم درونغر الريفي. يقدر عدد سكانها بـ 30 نسمة بحسب إحصاء 2016.